# Ku70

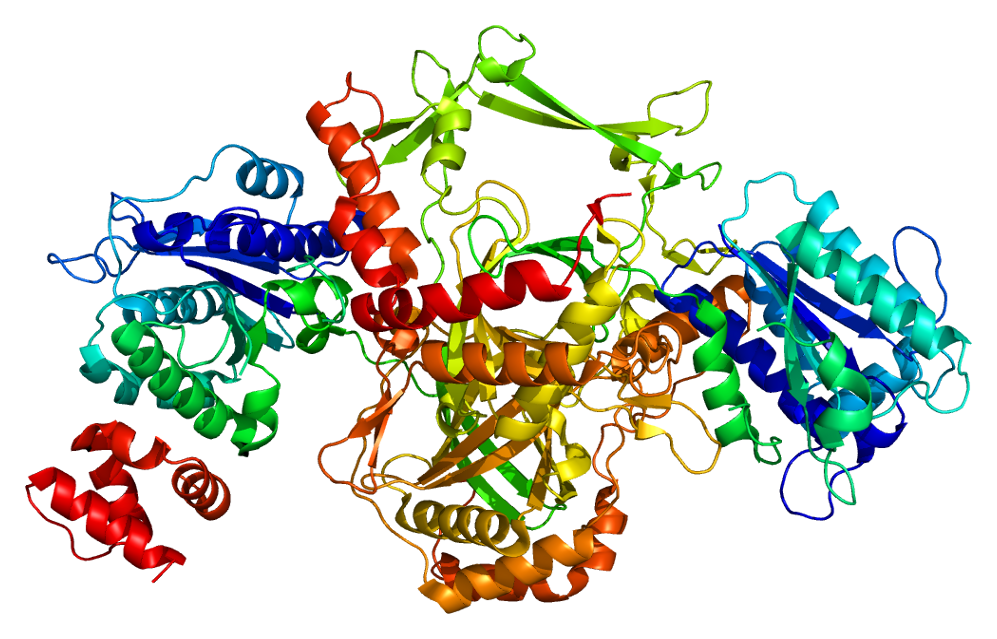
Estrutura tridimensional da Ku70

Ku70 é uma proteína que em humanos é codificada pelo gene XRCC6.Ku70 junto com Ku80, conformam um heterodimero denominado proteína Ku, que se liga as extremidades da dupla fita de DNA que foi cortado, e é requerida para o processo de recombinação não homóloga durante a reparação do DNA. Também é necessária para o processo de recombinação V(D)J, que consegue aumentar a diversidade antigênica do sistema imune de mamíferos utilizando o processo de recombinação não homóloga. Ku também é necessária para manter o tamanho do telômero e silenciamento de genes subteloméricos.
Ku foi originalmente identificado em pacientes com lúpus eritematoso sistêmico , no qual, após ser submetido a análise, eles encontraram altos níveis de autoanticorpos contra essa proteína.

## Outros nomes
- Lupus Ku autoantigen protein p70
- ATP-dependent DNA helicase 2 subunit 1
- X-ray repair complementing defective repair in Chinese hamster cells 6
- X-ray repair cross-complementing 6 (XRCC6)

## Interações
Interage com GCN5L2, PTTG1, HOXC4, CHEK1, Werner syndrome ATP-dependent helicase, RPA2, CBX5, CREB-binding protein, Neutrophil cytosolic factor 4, MRE11A, NCOA6, Ku80, TERF2, VAV1, Telomerase reverse transcriptase e PCNA.